# Hans Schneider (kunsthistoricus)
Hans Schneider (Bazel, 4 augustus 1888 - aldaar, 7 november 1953) was een Zwitsers kunsthistoricus. Hij was en directeur van het Haagse Rijksbureau voor Kunsthistorische Documentatie. Zijn kunst-historisch belang was de Nederlandse schilderkunst van de 17de eeuw.

## Carrière
Hij studeerde kunstgeschiedenis, archeologie en geschiedenis in Basel, München, Rome en Berlijn. In 1914 promoveerde hij op een proefschrift Beiträge zur Geschichte des niederländischen Einflusses auf die oberdeutsche Malerei und Graphik um 1460-1480. Na zijn afstuderen verhuisde hij naar Nederland en was in de periode van 1915 tot 1930 onderdirecteur van het Mauritshuis in Den Haag. In 1923 gaf hij een lezing over de methode van de kunstgeschiedenis aan de Universiteit van Leiden en was van 1937 tot 1940 een van de redacteuren van de tijdschrift Oud Holland.
Van 1930 tot 1940 was hij directeur van het Nederlands Instituut voor Kunsthistorische Documentatie. Opvolger van Schneider werd in 1945 de Nederlandse kunsthistoricus Jan Gerrit van Gelder. Na de bezetting van Nederland door de Nazi's verliet hij in 1941 zijn geadopteerde thuis en keerde terug naar Zwitserland. Volgens Lostart.de diende Hans Schneider als tussenpersoon tussen Nathan Katz en NS-kunsthandelaar Walter Andreas Hofer.
Schneider schreef over Jan Tengnagel, Govert Flinck, Jurriaen Ovens, Erasmus Quellinus II, Theodoor van Thulden en Jan Lievens.

## Weblinks
- Dictionary of Art Historians: Schneider, Hans
- Hans Schneider, Rijksbureau voor Kunsthistorische Documentatie